# 新雅尔丁
新雅尔丁是巴西托坎廷斯州的一个市镇。总面积1309.658平方公里，总人口2419人，人口密度1.8人/平方公里。